# Эно, Луи
Луи Эно (фр. Louis Énault; 1824, Изиньи-сюр-Мер, Нормандия — 28 марта 1900, Париж) — французский писатель
, драматург, путешественник, журналист, художественный критик. Доктор юридических наук.

## Биография
Изучал право в Париже, затем работал юристом. Сторонник политической теории легитимизма. В ходе июньского восстания 1848 года во Франции был арестован. После освобождения путешествовал по Северной Европе и Средиземноморью. В своём путевом дневнике подробно описал исторический центр Генуи, Константинополь, Париж, Рим и др.
Вернувшись на родину, в 1851 году окончил Университет Кан-Нормандия, получил степень доктора юридических наук. Темой диссертации стали произведения о древнегреческом поэте Эсхиле. Позже занимался, в основном, журналистикой, сотрудничал с газетами La Vie à la campagne, Le Constructionnel, La Gazette, Le Figaro, L’Illustration.
Также известен как переводчик. Перевёл на французский «Страдания юного Вертера» Гёте и «Хижину дяди Тома» Гарриет Бичер-Стоу. Сотрудничал с Гюставом Доре, который проиллюстрировал его работы о путешествиях. Публиковался под псевдонимом Луи де Вернон.

## Избранные произведения
Проза и произведения для сцены
- La Rose blanche (1857)
- Christine (1858)
- La Rose blanche. Frère Jean. Les Amours de Chiffonnette (1858)
- Hermine (1860)
- L’Amour en voyage (1860)
- Un amour en Laponie (1861)
- Pêle-mêle, novels (1862)
- La Rose blanche. Inès. Une larme, ou Petite pluie abat grand vent (1863)
- Le Roman d’une veuve (1867)
- Un drame intime (1867)
- Le Mariage impromptu, комедия (1863)
- Olga (1864)
- Irène. Un mariage impromptu (1865)
- La Pupille de la Légion d’honneur (2 тома, 1869)
- Histoire d’une femme (1872)
- Les Perles noires (1872)
- Le Secret de la confession (1872)
- Stella (1873)

Путевые заметки
- Promenades en Belgique et sur les bords du Rhin (1852)
- La Terre-Sainte, voyage des quarante pèlerins en 1853 (1854)
- Constantinople et la Turquie, tableau de l’Empire ottoman (1855)
- De Paris à Caen (1856)
- La Norvège (1857)
- Les Îles Hébrides (1858)
- La Vierge du Liban (1858)
- Angleterre, Écosse, Irlande, voyage pittoresque (1859)
- De Paris à Cherbourg, itinéraire historique et descriptif (1859)
- Nadèje (1859)
- Alba (1860)
- Histoire de la littérature des Hindous (1860)
- L’Inde pittoresque (1861)
- En province (1863)
- La Méditerranée, ses îles et ses bords (1863)
- L’Amérique centrale et méridionale (1867)
- Londres (1876)

Искусство и история
- Eschyle (1851)
- Le Salon de 1852 (1852)
- Le Salon de 1853 (1853)
- Mémoires et correspondance de madame d'Épinay, précédées d’une étude sur sa vie et ses œuvres (1855)
- Paris brûlé par la Commune (1871)
- Les Arts industriels : Paris (1877)
- Les Beaux-Arts à l’Exposition universelle de 1878 (1878)
- Guide du Salon (3 тома, 1880—1882)
- Paris-Salon (2 тома, 1881—1883)